# Сутка (село)
Сутка (старое название Судка) — село в Брейтовском районе Ярославской области России.
В рамках организации местного самоуправления входит в Прозоровское сельское поселение, в рамках административно-территориального устройства является центром Сутковского сельского округа.

## География
Расположено при впадении реки Кульмы в реку Себлу, в 160 километрах к северо-западу от Ярославля и в 19 километрах к западу от райцентра, села Брейтово.
Деревья: ольха, лиственница, берёза, ель, ива. Животные: кабан, лось, волк, лисица, утка.

## История
В прошлом Судка (Сутка) была центром Судского княжества, выделившегося из Прозоровского княжества, князья которого Судские находились на московской службе.
Приходская деревянная церковь во имя святого великомученика Димитрия Солунского была построена стараниями прихожан в 1783 году. В 1886 году на месте деревянной церкви был построен каменный храм с ярусной колокольней во имя великомученика. Престолов было два: во имя великомученика Димитрия Солунского (освящен в 1899 году) и во имя Богоявления Господня (освящен в 1892 году).
В конце XIX — начале XX века село являлось центром Сутковской волости Мологского уезда Ярославской губернии.
С 1929 года село являлось центром Сутковского сельсовета Брейтовского района, с 2005 года — в составе Прозоровского сельского поселения.
До 2005 года в селе действовала Сутковская основная общеобразовательная школа.

## Население
| 1859 | 1897 | 1914 | 2002 | 2007 | 2010 |
| ---- | ---- | ---- | ---- | ---- | ---- |
| 497  | ↗616 | ↗685 | ↘211 | ↗216 | ↘165 |

Согласно результатам переписи 2002 года, в национальной структуре населения русские составляли 100 % из 211 жителей. Население на 1 января 2007 года — 216 человек.

### Известные жители
- Макаров, Николай Иванович (1930—2003) — генерал-лейтенант; начальник войск Закавказского пограничного округа (1977—1981), начальник Академии пограничных войск РФ (1983—1992).

## Инфраструктура
В селе имеются клуб, отделение почтовой связи.

## Достопримечательности
В селе расположена каменная церковь Дмитрия Солунского (между 1770 и 1830 годами). Священник — отец Стефан.
Ранее здесь была деревянная церковь Димитрия Солунского 1783 года, ныне утраченная.